# Pietro Pagello
Pietro Pagello (Castelfranco, 15 giugno 1807 – Belluno, 24 febbraio 1898) è noto per essere stato amante della scrittrice francese George Sand.

## Biografia
George Sand conobbe Pagello durante il suo viaggio in Italia in compagnia dell'allora amante Alfred de Musset. La coppia giunse a Venezia il 1º gennaio 1834, e il giovane Pietro, medico, curò prima la scrittrice che soffriva di certe febbri, e poi lo stesso de Musset, che nel frattempo aveva contratto il tifo. Durante la malattia di De Musset, divennero amanti.
Così il giovane medico descrisse in seguito il suo primo incontro con la scrittrice: «Vidi ad un balcone del primo piano dell'albergo Danieli una giovane seduta, dall'aspetto malinconico, capelli nerissimi e occhi dall'espressione decisa e virile. Il suo modo di vestire aveva un non so che di estroso. I capelli erano trattenuti da una fascia scarlatta, a mo' di piccolo turbante. Portava con grazia una cravatta sul collo niveo e, con disinvoltura militare, fumava un sigaro, discutendo con un giovane biondo, seduto al suo fianco».
Un giorno, Sand consegnò a Pagello una lettera perché la leggesse a casa. Sulla busta era scritto: Allo stupido Pagello. Nella lettera vi erano tutta una serie di domande: «Sarai per me un appoggio o un padrone? Mi consolerai dei mali che ho sofferto prima d'incontrarti? Saprai perché sono triste. Conosci la compassione, la pazienza, l'amicizia? Forse ti hanno allevato nella convinzione che le donne non hanno anima. Sai che invece ce l'hanno?». E ancora: «Mi desideri o mi ami? Quando la tua passione sarà soddisfatta, saprai essermene grato? Quando ti renderò felice, me lo saprai dire? [...] I piaceri dell'amore ti lasciano ansimante e abbruttito o ti gettano in un'estasi d'amore?».
Seguivano poi promesse e desideri: «Attribuirò ai tuoi atti l'intenzione che vorrò. Quando mi guarderai con tenerezza, crederò che la tua anima si rivolga alla mia [...] Non imparare la mia lingua [...] Voglio ignorare quel che fai nella vita e che parte reciti tra gli uomini. Vorrei non sapere il tuo nome. Nascondimi la tua anima, che io possa sempre crederla bella».
In agosto Sand e Pagello partirono insieme per Parigi, ma il medico veneziano non era fatto per seguire la Sand in una vita e in ambienti ai quali si sentiva estraneo, e qualche mese dopo ritornò definitivamente a Venezia: di quell'avventura, a lui, che divenne con gli anni un posato padre di famiglia, un rinomato chirurgo - fu primario dell'Ospedale di Belluno dal 1862 al 1894 - e un modesto poeta in vernacolo veneziano, rimase la fama di essere stato uno degli amanti della famosa scrittrice.